# Резутано
Резутано (итал. Resuttano) је насеље у Италији у округу Калтанисета, региону Сицилија.
Према процени из 2011. у насељу је живело 1938 становника. Насеље се налази на надморској висини од 585 м.

## Становништво
Према резултатима пописа становништва 2011. у општини је живело 2.139 становника.
| 1931. | 1936. | 1951. | 1961. | 1971. | 1981. | 1991. | 2001. | 2011. |
| ----- | ----- | ----- | ----- | ----- | ----- | ----- | ----- | ----- |
| 4.633 | 4.914 | 5.245 | 4.892 | 4.151 | 3.219 | 2.752 | 2.467 | 2.139 |